# Víkingur Ólafsvík
El Ungmennafélagið Víkingur, también conocido como Víkingur Ólafsvík es un club de fútbol de Islandia, de la ciudad de Ólafsvík. Fue fundado en 1928 y juega en la 1. deild karla.

## Palmarés

### Torneos nacionales
- 2. deild karla (2): 1974, 2010.
- 3. deild karla (1): 2003.